# Dauphin de la Plata
Pontoporia blainvillei
Pour les articles homonymes, voir Franciscain (homonymie) et Plata.
Genre
Espèce
Statut de conservation UICN

 VU A3d : Vulnérable
Statut CITES
Statut CITES
Statut CITES
Répartition géographique
Le dauphin de la Plata ou Franciscain (Pontoporia blainvillei) est une espèce de petit cétacé vivant dans les eaux côtières du Sud-Est de l'Amérique du Sud. Taxinomiquement c'est un membre du groupe des dauphins de rivière, mais il est le seul de ce groupe qui vit actuellement dans les estuaires aux eaux salées plutôt que d'habiter exclusivement dans les eaux douces des systèmes fluviaux. Cette espèce est menacée par l'utilisation de grands filets de pêche.

Comparaison de la taille d'un dauphin de la Plata avec celle d'un plongeur.